# (15888) 1997 EE29
(15888) 1997 EE29 est un astéroïde de la ceinture principale d'astéroïdes découvert en 1997.

## Description
(15888) 1997 EE29 a été découvert le 13 mars 1997 à Višnjan, une municipalité située dans le comitat d'Istrie en Croatie, par l'Observatoire de Višnjan.

### Caractéristiques orbitales
L'orbite de cet astéroïde est caractérisée par un demi-grand axe de 2,43 UA, un périhélie de 2,12 UA, une excentricité de 0,13 et une inclinaison de 0,49° par rapport à l'écliptique. Du fait de ces caractéristiques, à savoir un demi-grand axe compris entre 2 et 3,2 UA et un périhélie supérieur à 1,666 UA, il est classé, selon la JPL Small-Body Database, comme objet de la ceinture principale d'astéroïdes.

### Caractéristiques physiques
(15888) 1997 EE29 a une magnitude absolue (H) de 15,2 et un albédo estimé à 0,386.